# حارة المقالح (صنعاء)

تعديل مصدري - تعديل

حارة المقالح هي إحدى حارات حي ضبوة بضواحي الأمانة مديرية سنحان وبني بهلول، بلغ تعداد سكانها 2953 نسمة حسب تعداد اليمن لعام 2004.